# Champteussé-sur-Baconne

Champteussé-sur-Baconne este o comună în departamentul Maine-et-Loire, Franța. În 2009 avea o populație de 228 de locuitori.